# Погромы на юге Российской империи в 1881—1882 годах
Погромы на юге Российской империи — серия погромов на юге Российской Империи, начавшихся в апреле 1881 года и закончившихся в 1882 году.
В еврейской историографии эти погромы получили на иврите грозное название «суфот ба-негев» (ивр. הסופות בנגב‎) — «бури на юге».
После убийства императорa Александра II 1 (13) марта 1881 года в российских газетах появились статьи с нападками на евреев и обвинением евреев в убийстве царя, и намекали на неизбежные погромы.
В мае императором был опубликован документ «О порядке приведения в действие правил о евреях», который резко ограничивал права еврейского населения и фактически стал поворотным пунктом имперской политики в отношении евреев после реформ Александра II.
Погромы начались почти одновременно в нескольких местах. Многое указывало на то, что они были подготовлены заранее, и проходили при бездействии, а то и попустительстве местных властей.
Еврейские погромы прошли в 166 населенных пунктах Российской империи. Тысячи еврейских домов были разрушены, многие еврейские семьи лишились имущества, большое число людей было ранено, а некоторые были убиты. Попустительская политика властей сочеталась с массовыми слухами о том, что существует правительственное указание бить евреев.

## Ход событий
Сигналом к погромам явились беспорядки в Елисаветграде, продолжавшиеся с 15 по 17 апреля. Уже ранее по городу носились слухи о том, что христианское население намеревается в дни Пасхи разгромить евреев, и печать (преимущественно юдофобский «Новороссийский телеграф», издававшийся в Одессе) распространяла эти толки. В массе сложилось убеждение, что имущество и даже личность еврея не пользуются обычной охраной закона; что евреев можно громить, что это дозволено; в тревожной атмосфере, вызванной трагической кончиной императора Александра II, легко был принят на веру ложный слух, будто есть царский указ, разрешающий насилие над евреями. «Приказчики, служители трактиров и гостиниц, мастеровые, кучера, лакеи, казенные денщики, солдаты нестроевой команды — все это примкнуло к движению». Толпа с криком и свистом беспрепятственно совершала свое разрушительное дело при полном равнодушии обывателей-христиан. Войска бездействовали в ожидании распоряжения начальства или полиции для каждого отдельного случая разгрома, и это внушало громилам уверенность, что погром разрешен правительством. Беспорядки усилились, когда из окрестных селений прибыли крестьяне, чтобы поживиться добром евреев. Прибытие свежих войск положило конец погрому.
Из Елисаветграда движение перекинулось в соседние селения; в большинстве случаев беспорядки ограничились разгромом шинков; в некоторых местностях в разгроме участвовали сельские власти; в одном местечке буйствовавшая толпа состояла преимущественно из железнодорожных рабочих.
Движение в Кишинёве, возникшее было 20 апреля, было подавлено в зародыше. Но большие размеры принял погром в местечке Березовка Ананьевского уезда (25 апреля), где были повреждены все 159 домов, принадлежащие евреям, а затем в Ананьеве (27 апреля), где движение было вызвано неким мещанином, распространявшим слух, будто царь убит евреями и есть приказание об избиении евреев, но власти это скрывают.
Слухи, пущенные в Ананьеве, носились и по Киевской губернии, и они были тем более угрожающими, что здесь народ находился в уверенности, что начальство и войска будут помогать. Известие о погроме в Елисаветграде разожгло страсти, и тогда отовсюду стали поступать негласные сведения о предстоящем избиении евреев. Погромная вспышка в Киеве 23 апреля была локализована военными силами, но 26 апреля разразился погром, возобновившийся на следующий день и охвативший предместья; толпа состояла преимущественно из рабочего люда, но ею руководили лица, более чисто одетые. По численности громил и сумме причиненных убытков это был самый жестокий погром в 1881 г.; «нельзя не принять во внимание, однако, — гласило официальное заявление, — что меры к обузданию толпы не были приняты достаточно своевременно и энергично, что объясняет отчасти огромные размеры крайнего буйства толпы».
Было разгромлено более тысячи еврейских домов и магазинов, несколько евреев было убито и около 20 женщин изнасиловано.
События в Киеве открыли собой ряд менее значительных погромов в губернии: в 48 местностях имущество евреев подверглось разграблению, а в единичных случаях произошло и избиение. Отголоском киевского погрома явились беспорядки 27 апреля в местечке Жмеринка (Подольской губернии; единственная разгромленная местность в этой губернии), а затем и в нескольких селениях Черниговской губернии; здесь, как всюду в селениях, беспорядки не приняли широких размеров; более значительным оказался погром в городе Конотопе (27—29 апреля), учиненный, главным образом, рабочими и мастеровыми железной дороги и сопровождавшийся одной человеческой жертвой; в Конотопе были случаи самообороны со стороны евреев. В дни 28, 29 и 30 апреля евреи пострадали и в нескольких селениях губернии.
3 мая, несмотря на меры предупреждения, разразился погром в местечке Смела Киевской губернии; он был подавлен прибывшими войсками на другой день; в одном разграбленном магазине готового платья не оказалось товара, но была найдена масса ношенных поддевок, шаровар и прочее. Узнав о том, что произошло в Смеле, мужики, даже зажиточные, соседних селений стали собираться, чтобы потолковать о том, что нужно и своих евреев разгромить; совещания происходили в шинке, и жертвой пьяной толпы являлись сперва шинки, а потом прочие дома евреев (в одном селении был зарублен 80-летний еврей).
Вслед за этим движение проникло в Волынскую губернию. К этому времени были подавлены беспорядки в Одессе, начавшиеся 3 мая и несколько раз возобновлявшиеся; массы громил были помещены на судах, отведенных от берега.
Тревожные дни 1—4 мая были пережиты и евреями города Николаева, однако их имущество было пощажено.
Погром в Александровске (Екатеринославской губернии), возникший и окончившийся 1 мая, нашел отголосок в уезде, где пострадали еврейские земледельческие колонии, а также, хотя и в слабой форме, в Новомосковском уезде и на станции Лозовая. В безуездном городе Орехове (4 и 5 мая) толпа, принимавшая участие в буйстве, достигла тысячи душ; погром сам собой прекратился без вмешательства власти. Вслед за тем погромы произошли и в нескольких селениях Бердянского и Мариупольского уездов, в числе которых оказались еврейские земледельческие колонии Графская и Сладководная. Незначительные беспорядки произошли кое-где в Мелитопольском уезде. Были случаи, когда крестьяне тотчас же возмещали евреям убытки.
Движение не миновало Полтавской губернии, обнаружившись сперва в Ромнах (3 мая), затем в четырёх селениях, а почти два месяца спустя в Переяславле, куда бежали многие евреи из Киева, опасаясь возобновления погрома. Из Переяславля движение распространилось по соседним селениям; в Борисове (12 июня) солдаты стреляли и убили нескольких крестьян. Употребить оружие пришлось и в Нежине, где погром продолжался три дня (20—22 июля).
После этого наступило успокоение, если не считать незначительных сравнительно беспорядков в Одессе (с 14 по 18 ноября) и ещё кое-где.
Вне непосредственной связи с описанными событиями в декабре 1881 года разразились беспорядки в Варшаве, поводом для которых послужил несчастный случай в костёле, где при крике «горит!» произошла давка, в которой погибло много молящихся; движение охватило и окрестности.
Новый 1882 год прошел спокойно до весны, когда стали происходить погромы как в местах, пострадавших в минувшем году, так и в новых. Особенно тяжелый погром пережили евреи города Балты; беспорядки произошли впервые также в Балтском уезде, городе Летичеве и его уезде, Каменец-Подольском и Могилевском уездах Подольской губернии. Однако и по числу случаев, и по своему характеру беспорядки 1882 года в значительной степени уступают движению 1881 года, — истребление имущества евреев не было столь частым явлением.

## Причины
Автор записки, представленной правительству бароном Гинцбургом, утверждает, что погромы явились результатом искусственно вызванного антиеврейского движения, до мельчайших деталей организованного и обставленного всеми нужными средствами для достижения задуманной цели: «Образовалось нечто вроде антиеврейского согласия, адептами которого сделались лица разных сословий, в том числе даже многие представители власти, как провинциальной, так и центральной. Негласный, но терпимый союз этот несомненно обладает и денежными средствами, без которых ничего нельзя было бы сделать».
Указав далее на то, что антисемитская печать, несмотря на строгие цензурные условия, открыто травила евреев и предвещала кровавую расправу, автор подчеркивает, что большинство погромов произошло в пунктах вдоль железной дороги; они совершались по шаблону: заранее пускали слух, что в такой-то именно день будет погром; когда евреи обращались за помощью к властям, им советовали держаться осторожно, и никакие предупредительные меры не принимались; в назначенный день по железной дороге приезжала шайка оборванцев, напаивалась и под предводительством полуинтеллигентных зачинщиков, имевших заранее списки еврейских квартир и торговых помещений, начинала разгром (в Бердичеве евреи, вооруженные дубинками, дважды не давали высадиться шайкам); агитаторы читали статьи из антисемитской газеты, уверяя, что это указы, разрешающие бить евреев, не обнародованные благодаря подкупу со стороны евреев; евреи, решавшиеся на самооборону, подвергались аресту и наказанию; если бы антиеврейскому движению не сочувствовали отдельные представители власти, не могло бы случиться, что беспорядки всюду заставали администрацию врасплох, несмотря на тревожные слухи. Иллюстрацией может служить погром в городе Балте, где свидетелями буйства явились городской голова, полицеймейстер и солдаты.
В Елисаветград, откуда началось погромное движение, в роли агитатора прибыл некий отставной статский советник, давший понять полицеймейстеру, благоприятно относившемуся ко всем иноверцам, что погром должен коснуться только евреев, но отнюдь не других классов населения (помещиков, купцов, немецких подданных).
Некоторые народовольцы считали, что погромы приучают народ к революционным выступлениям. Некоторые члены Исполнительного Комитета «Народной воли» изготовили 30 августа 1881 г. прокламацию, призывавшую к разгрому евреев, но она не получила распространения.

## Реакция властей
Одесский генерал-губернатор, князь Дондуков-Корсаков, доложил министру внутренних дел, что движению содействовали общее колебание умов, порожденное мученической кончиною императора Александра II, нерасположение к евреям ввиду их экономической деятельности, а наряду с этим — хозяйственное расстройство и нужда христианской массы, вызванные неблагоприятными условиями земледелия и торговли в последние годы, наконец, даже революционная агитация в последующих фазисах беспорядков; Дондуков-Корсаков не считал возможным приписать движение религиозной нетерпимости или корысти — хищением занимались не громилы, а зрители и окрестные крестьяне.
Киевский, подольский и волынский генерал-губернатор Дрентельн отрицал непосредственное участие пропагандистов в подготовлении и движении беспорядков, признавая, однако, что общее возбужденное состояние населения обязано пропагандистам; в основе движения, по мнению генерал-губернатора, лежала ненависть к экономической деятельности евреев, а затем уже, может быть, отчасти и религиозная неприязнь.
Командированный для расследования погромного движения граф Кутайсов видел основную причину в экономической деятельности евреев, а вместе с тем отмечал слабые стороны действий полиции и войска, благодаря чему у массы создавалось представление, что если само начальство не останавливает нападения на евреев, то это дозволено, разрешено самим царем, что и ставилось в связь с событием 1-го марта.
Великий князь Владимир Александрович заявил 4 мая барону Г. О. Гинцбургу, что «беспорядки, как теперь обнаружено правительством, имеют своим источником не возбуждение исключительно против евреев, а стремления к произведению смут вообще». Два дня спустя последовал циркуляр нового министра внутренних дел, графа Игнатьева, разъяснивший начальникам губерний взгляд правительства на внутреннее положение; призывая не только представителей власти, но и общество к искоренению крамолы, циркуляр между прочим гласил: «Движение против евреев, проявившееся в последние дни на юге, представило печальный пример того, как люди, преданные Престолу и Отечеству, поддаваясь внушениям злонамеренных, разжигающих дурные страсти в народной массе, впадают в своеволие и самоуправство и действуют, сами того не понимая, согласно замыслам крамольников. Подобные нарушения порядка не только должны быть строго преследуемы, но и заботливо предупреждаемы: ибо первый долг правительства охранять безопасность населения от всякого насилия и дикого самоуправства». После этого, 11 мая, император Александр III заявил еврейской депутации, что погромы — дело рук анархистов.
Но уже вскоре граф Игнатьев перенес центр тяжести на экономическую деятельность евреев и во всеподданнейшем докладе представил их виновниками народного самосуда. После этого путем правительственного сообщения 2 ноября 1881 г. общество было оповещено об образовании губернских комиссий, которые должны были выяснить, «какие вообще стороны экономической деятельности евреев имеют вредное влияние на быт коренного населения и какие следовало бы принять меры законодательные и административные относительно тех родов экономической деятельности евреев, на которые будут сделаны в этом отношении указания комиссиями». Одновременно высшие местные власти были поставлены в известность, что, «подавив энергично бывшие беспорядки и самоуправство для ограждения евреев от насилий, правительство признает справедливым и неотложным принять не менее энергичные меры к устранению нынешних ненормальных условий, существующих между коренными жителями и евреями, для ограждения населения от той вредной деятельности евреев, которая, по местным сведениям, вызвала волнение».

## Последствия
После погромов началось бегство евреев из Российской империи. Россию покинуло 2 миллиона евреев. Большинство российских евреев уехало в Америку, малая часть поехала в Эрец Исраэль (см. Первая алия).
В это время в разных городах России образовывались отделения общества Хибат Цион, целью которых стало заселение Эрец Исраэль.